# Librería Editora Vaticana
La Librería Editora Vaticana (LEV) (italiano: Libreria Editrice Vaticana) es una editorial creada por la Santa Sede en 1926. Su principal tarea es la publicación de los documentos oficiales de la Iglesia católica, incluidas las Bulas Papales y las Encíclicas.

## Historia
Los orígenes de la Librería Editora Vaticana, se remontan a la segunda mitad del siglo XV, cuando tras la aparición de la imprenta en Europa de la mano de Gutenberg, Sixto V acoge la idea de crear una imprenta al servicio de la curia romana. En 1587 se crea la Tipografía Vaticana y no es hasta el año 1926, cuando la Librería Editora Vaticana adquiere una entidad independiente.
En 1984, Juan Pablo II inauguró el primer punto de venta extramuros de la L.E.V., la LIBRERÍA INTERNACIONAL JUAN PABLO II, situada en la misma plaza de San Pedro, bajo el Braccio di Carlo Magno.
La compañía es la propietaria de los derechos de autor de todos los escritos del papa.